# Devrekanı Çayı
Der Devrekanı Çayı ist ein Fluss zum Schwarzen Meer in der nordtürkischen Provinz Kastamonu.
Der Devrekanı Çayı entspringt etwa 20 km östlich der Kreisstadt Devrekani. Er durchfließt anfangs die Hochebene des Landkreises Devrekanı in westlicher Richtung. Dabei fließt er nördlich an der Stadt Devrekanı vorbei und passiert die Kreisstadt Seydiler. Ein südlich gelegener Höhenrücken bildet die Wasserscheide zwischen dem Devrekanı Çayı und dem im Süden in östlicher Richtung strömenden Gökırmak. Der Devrekanı Çayı durchschneidet später die Bergketten des Küre Dağları in überwiegend nordwestlicher Richtung. Dabei fließt er durch die Stadt Azdavay und durchbricht anschließend in einer tiefen Schlucht das Gebirge. Dort befindet sich der Küre-Dağları-Nationalpark. Der Fluss wendet sich schließlich nach Norden und mündet 5 km westlich der Küstenstadt Cide bei der Ortschaft Kumluca ins Meer.
Der Devrekanı Çayı hat eine Länge von 160 km.